# Фигейреду (Сертан)
Фигейреду (порт. Figueiredo) — район (фрегезия) в Португалии, входит в округ Каштелу-Бранку. Является составной частью муниципалитета Сертан. По старому административному делению входил в провинцию Бейра-Байша. Входит в экономико-статистический субрегион Пиньял-Интериор-Сул, который входит в Центральный регион. Население составляет 286 человек на 2001 год. Занимает площадь 14,70 км².
Покровителем района считается Иоанн Креститель (порт. João Baptista).